# Râul Topologel
Râul Topologel este un afluent al râului Topolog. 